# لويس باربيرو
لويس باربيرو (بالإسبانية: Luis Barbero)‏ هو ممثل إسباني، ولد في 8 أغسطس 1916 في مدريد في إسبانيا، وتوفي بنفس المكان في 3 أغسطس 2005 بسبب نوبة قلبية.

## وصلات خارجية
- لويس باربيرو على موقع IMDb (الإنجليزية)
- لويس باربيرو على موقع ألو سيني (الفرنسية)
- لويس باربيرو على موقع ميوزك برينز (الإنجليزية)
- لويس باربيرو على موقع أول موفي (الإنجليزية)
- لويس باربيرو على موقع قاعدة بيانات الأفلام السويدية (السويدية)
- لويس باربيرو على موقع قاعدة بيانات الفيلم (الإنجليزية)
- لويس باربيرو على موقع كينوبويسك (الروسية)